# Selección de fútbol de Galicia
La selección de fútbol de Galicia, también conocida como "A Irmandiña", es una selección de fútbol que representa a la comunidad autónoma de Galicia (España) bajo la organización de la Real Federación Gallega de Fútbol, siendo integrada por jugadores de dicha comunidad. 
La Federación gallega no es miembro ni de la FIFA ni de la UEFA, por lo que la selección no está reconocida y no puede disputar partidos ni competiciones oficiales. No obstante, en categorías inferiores participa en las competiciones oficiales que organiza la Federación Española de Fútbol, y desde 1999 la selección de Galicia "amateur" disputa la Copa de las Regiones de la UEFA.

## Historia

### Las primeras selecciones
La selección de Galicia disputó cuatro partidos oficiales entre 1922 y 1923 en el Campeonato Interregional, nueva denominación de la Copa del Príncipe de Asturias, competición oficial organizada por la Federación Española, que enfrentaba entre sí a las selecciones de las distintas federaciones regionales. Se proclamó subcampeona de esta competición en la temporada 1922/23 y fue eliminada en cuartos de final en la temporada 1923/24.
El debut de la selección fue el 19 de noviembre de 1922, en el campo vigués de Coia, frente a la selección Centro. Posteriormente, jugó frente a las selecciones andaluza y asturiana, así como varios partidos amistosos con la selección lisboeta, un combinado de la escuadra inglesa, y contra un combinado pontevedrés, siendo memorable el 8-2 endosado a los ingleses por los gallegos.
El combinado gallego no volvió a ver la luz hasta 1930, al jugar un amistoso en el estadio madrileño de Chamartín frente a la selección Centro, ganando Galicia 4-1.
Partidos oficiales
| Fecha      | Lugar   | Equipo local | Oponente | Resultado |
| ---------- | ------- | ------------ | -------- | --------- |
| 19-11-1922 | Vigo    | Galicia      | Castilla | 4-1       |
| 14-01-1923 | Sevilla | Andalucía    | Galicia  | 1-4       |
| 25-02-1923 | Vigo    | Galicia      | Asturias | 1-3       |
| 23-11-1923 | Madrid  | Castilla     | Galicia  | 1-0       |

### Intentos de recuperación
En los años 1980 estuvo cerca de recuperarse la selección gallega con la disputa de unos partidos frente al País Vasco y Camerún, pero motivos de calendario y presupuesto lo impidieron. A finales de la década siguiente se volvió a abrir el debate de la selección gallega, pero no fue hasta 2005 cuando se recuperó.

### La selección contemporánea

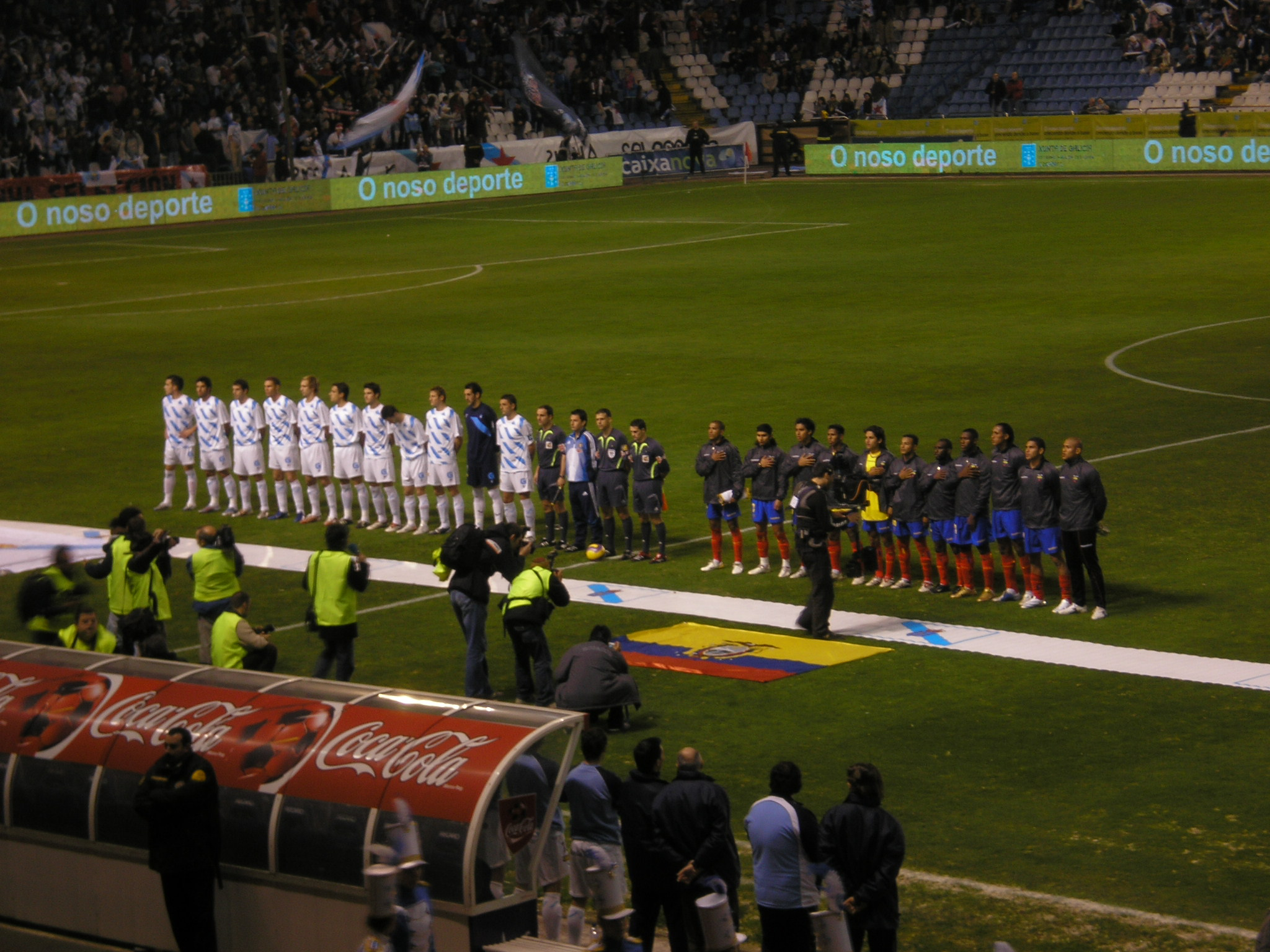
Partido disputado en 2006 en el Estadio de Riazor, La Coruña entre Galicia y Ecuador.

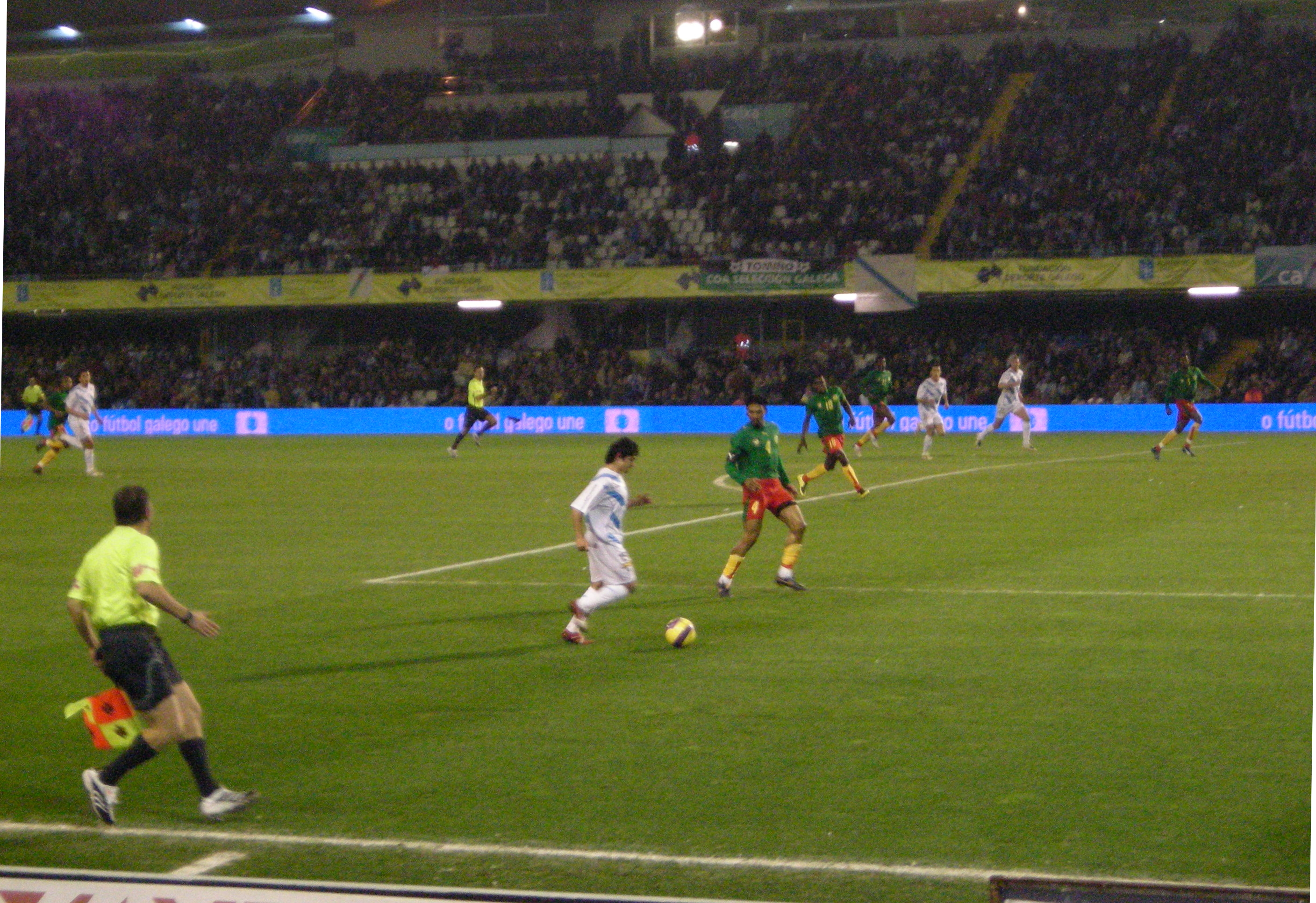
Jonathan Pereira en el Galicia-Camerún diputado en el Estadio de Balaídos, Vigo en 2007.

En 2005 comenzó la iniciativa por retomar otra vez el proyecto de selección y formarla de manera definitiva. La Federación Gallega de Fútbol buscó patrocinadores, entre los que destacan Caixanova y Estrella Galicia, y también se encargó el diseño de una indumentaria. En un principio se pensó en usar la tradicional camiseta blanca con una franja diagonal azul como la bandera de Galicia, pero finalmente la vestimenta elegida fue camiseta blanca con rayas azules paralelas colocadas en diagonal. Al mismo tiempo buscó un rival de cierta importancia para su estreno. Se barajó en un primer momento un partido contra Portugal, pero finalmente el rival elegido fue Uruguay.
El estadio de San Lázaro bautizó a la selección gallega en su puesta de largo frente a Uruguay el sábado 29 de diciembre de 2005. El resultado fue 3-2 a favor de Galicia.
Los seleccionadores del primer combinado gallego fueron Fernando Vázquez y Arsenio Iglesias. El once inicial estuvo compuesto por: Diego López, en la portería; Otero y Cabrejo, en los laterales; Rubén y Capi, centrales; Cabanas y Borja, pivotes; Julio Álvarez, Pablo Álvarez y Nano, centrocampistas, y Losada como hombre más adelantado. En este partido no pudieron estar ni Fran ni el delantero del Glasgow Rangers Nacho Novo. Cabe destacar la presencia de Cabanas, internacional suizo que juega en el FC Köln, y Míchel Salgado.
La selección gallega jugó el 27 de diciembre de 2007 en el estadio de Balaídos, en Vigo, ante la selección de fútbol de Camerún, terminando el partido con el resultado de 1-1. El gran aliciente del partido no fue el resultado sino la ausencia del jugador camerunés del FC Barcelona Samuel Eto'o por orden de Joan Laporta, suceso que causó gran enfado en la ciudad viguesa, ya que al ser un jugador mundialmente conocido e importante mediáticamente fueron muchos los aficionados que se sintieron decepcionados ante la ausencia de este; a la vez, Bojan jugaba un partido con la selección de Cataluña; este sí con el permiso de Joan Laporta.[cita requerida]
En el año 2008 la selección gallega, tras no recibir apoyo económico de la Secretaría General para el Deporte de la Junta de Galicia ni de la Federación Gallega de Fútbol, jugó contra la selección de Irán, y el resultado fue de 3-2 a favor de los gallegos.

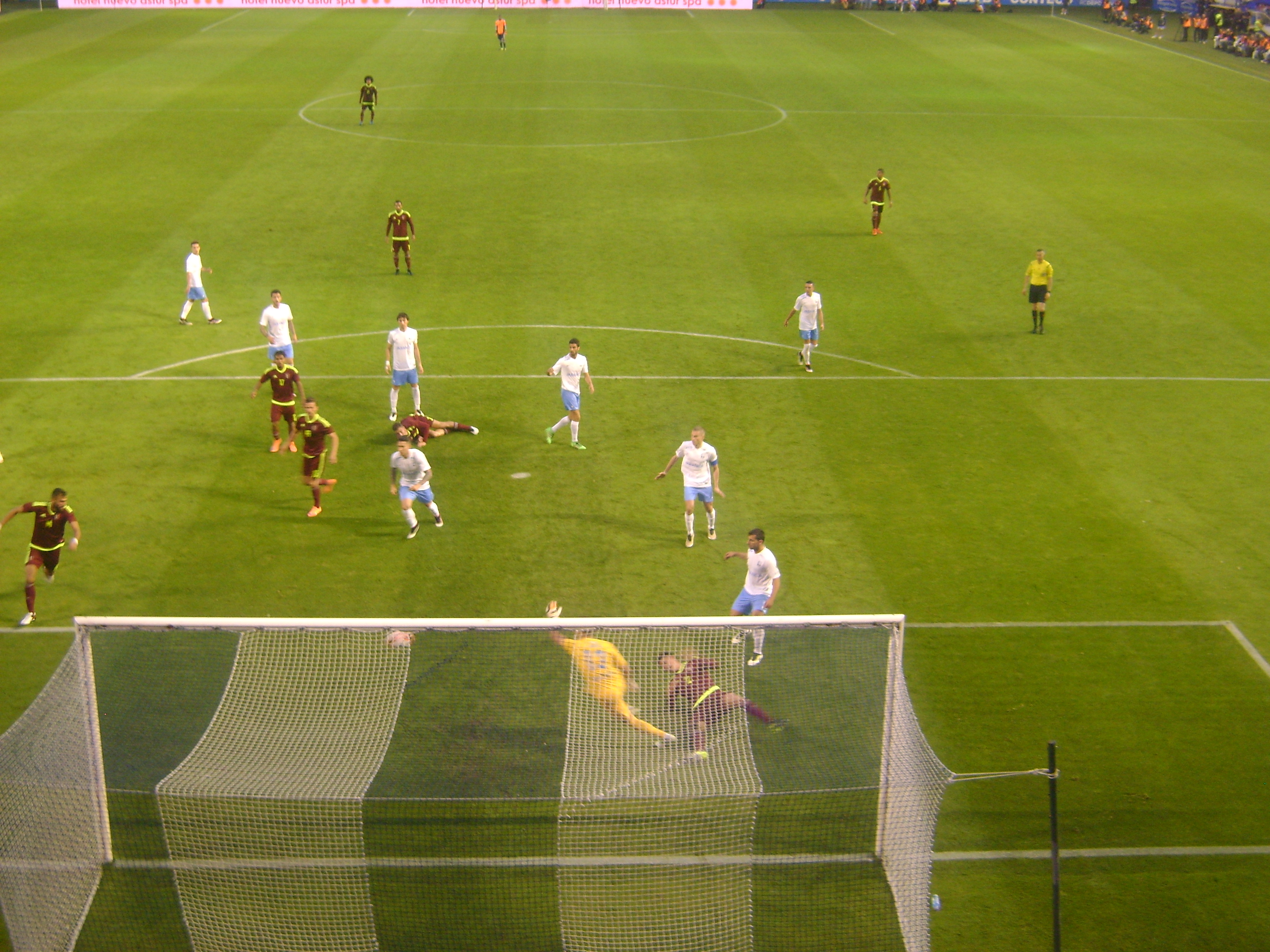
Partido disputado entre Galicia y Venezuela en 2016.

La selección gallega volvió en 2016. Se enfrentó a Venezuela en el Estadio de Riazor, La Coruña, con resultado de 1-1. La alineación inicial fue: Sergio Álvarez, Jonny, Hugo Mallo, Álex Bergantiños, Angeliño, Fran Rico, Pedro Mosquera, Denis Suárez, Jota Peleteiro, Iago Aspas y Lucas Pérez. También formaron parte de la convocatoria y jugaron Diego Mariño, Pape Cheikh, Juan Domínguez, Diego Alende, Daniel Limeres y Joselu, no pudo jugar por lesión Iago Falqué.

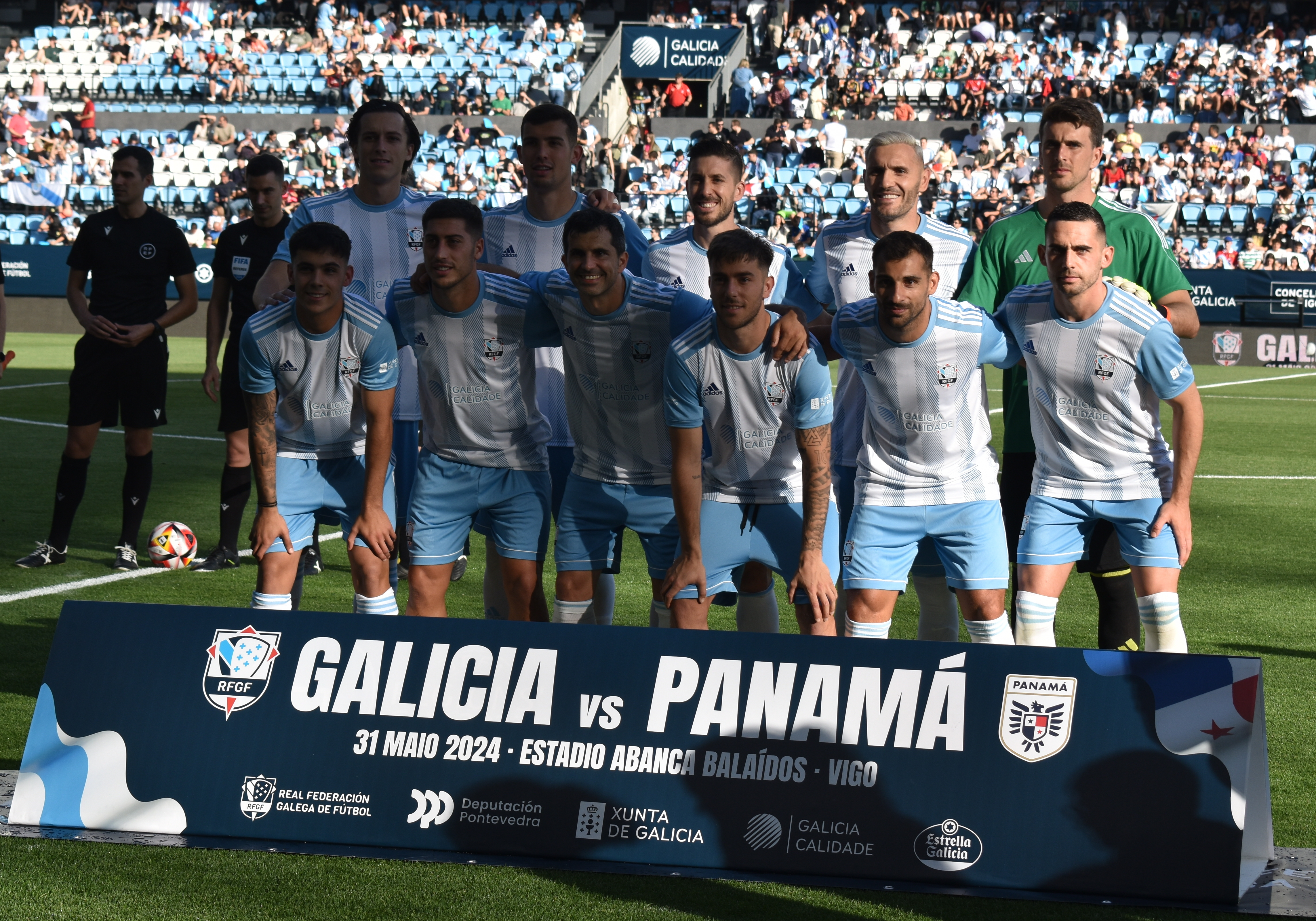
Selección gallega que se enfrentó a Panamá en 2024.

| Fecha      | Lugar                  | Equipo local | Oponente  | Resultado |
| ---------- | ---------------------- | ------------ | --------- | --------- |
| 25-12-2005 | Santiago de Compostela | Galicia      | Uruguay   | 3-2       |
| 28-12-2006 | La Coruña              | Galicia      | Ecuador   | 1-1       |
| 27-12-2007 | Vigo                   | Galicia      | Camerún   | 1-1       |
| 27-12-2008 | La Coruña              | Galicia      | Irán      | 3-2       |
| 20-05-2016 | La Coruña              | Galicia      | Venezuela | 1-1       |
| 30-05-2024 | Vigo                   | Galicia      | Panamá    | 0-2       |

## Otras categorías

### Selección de fútbol amateur de Galicia

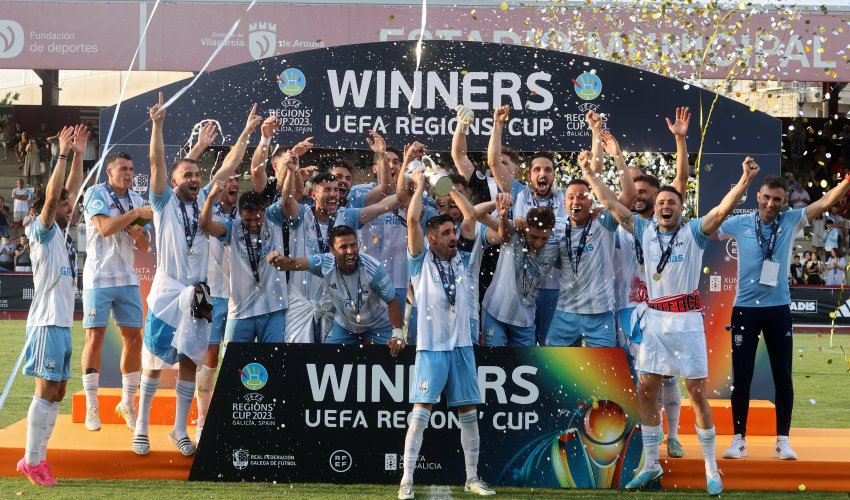
Selección gallega de aficionados campeona de Europa en 2024.

La selección amateur formada por jugadores de Tercera División tiene como gran éxito proclamarse campeona de la Copa de las Regiones de la UEFA en 2023 y de la fase española de la Copa Regiones de la UEFA en las ediciones de 2010 y 2020.

## Jugadores

### Plantilla
Los siguientes jugadores fueron elegidos para afrontar el partido amistoso contra la selección de Panamá (31 de mayo de 2024).

## Palmarés
Selección absoluta.
- Subcampeona de la Copa del Príncipe de Asturias: 1923.

Selección de aficionados.
- Campeona de la Copa de las Regiones de la UEFA: 2023[5]
- Campeona de la fase española de la Copa de las Regiones de la UEFA: 2009-10,[6] 2019-20[7]